# Karasumaru Mitsue
Karasumaru Mitsue (jap. 烏丸 光徳, alternative, wahrscheinlich falsche Lesung: Karasumaru Mitsunori; * 15. August 1832 (traditionell: Tempō 3/7/20); † 15. August 1873) war ein japanischer Hofadliger, Anhänger der Sonnō-jōi-Bewegung gegen die Tokugawa und nach der Meiji-Restauration der erste Gouverneur der Präfektur Tokio.

## Leben
Karasumaru wurde im Jahr Tempō 3 als Sohn des Hofadligen Karasumaru Mitsumasa (烏丸光政) geboren. Im zwölften Monat des Jahres Keiō 3 (1867/68) wurde er als kaiserlicher Berater (san’yo, das unterste der drei neu geschaffenen Verwaltungsämter der Meiji-Regierung hinter sōsai und gijō) berufen. Er wurde Anfang 1868 (Keiō 4/1) in den Stab der Provinz Yamato, später nach Ōsaka entsandt und war in der Militärverwaltung (gunmukan, Vorläufer des Hyōbu-shō von 1869) tätig.
Am 14. Mai 1868 zum kaiserlichen Ratgeber (sangi) berufen, wurde Karasumaru im Boshin-Krieg mit Prinz Arisugawa Taruhito nach Edo entsandt. Nach der Kapitulation der shōguntreuen Truppen war er in der Garnison tätig und wurde am 13. Juli 1868 zum Gouverneur (chiji) der neu geschaffenen Präfektur Edo ernannt, die bereits im Oktober 1868 durch kaiserlichen Erlass in Tokio umbenannt wurde.
Am 8. September 1868 entstand die Präfekturverwaltung von Edo/Tokio durch die Zusammenlegung der nördlichen und südlichen Magistraturen (市政裁判所, shisei saibansho), die nach der Eroberung Edos die Büros der Stadtteilmagistrate (町奉行所, machi-bugyō-sho) ersetzt hatten. Sitz der neuen Verwaltung sollte die bisherige Residenz des Yanagisawa-Klans aus Kōriyama, Provinz Yamato werden; wegen Umbauarbeiten zog die Verwaltung erst im Oktober dorthin um.
Am 20. Dezember 1868 legte Karasumaru das Gouverneursamt nieder und kehrte nach Kyōto zurück. Im Oktober 1896 wurde er zum Taifu/Daifu (大輔) im kaiserlichen Hofministerium berufen, er trat am 11. August 1871 zurück.

## Familie
Karasumarus ältester Sohn Mitsuyuki (光亨) trat sein Erbe an und war in der Meiji-Zeit Graf. Sein dritter Sohn Mitsuomi (光臣) wurde von dem späteren obersten Richter Nambu Mikao adoptiert und war später Mitglied des Herrenhauses und Gouverneur von Gunma.